# 花園フォント
花園フォント（はなぞのフォント）とはGlyphWikiで開発されているオープンソースの漢字フォントである。漢字のグリフが中心であり、ひらがな・カタカナは2010年2月22日版までは含まれなかったが、2010年7月18日版以降には含まれている。
現在は明朝体しかないが、ゴシック体も計画されている。
2017年以降は更新がなくUnicodeの発展に追いつかず、2023年にはUnicode 15.1の公開を機にその跡継ぎのJigmo（字雲）フォントが公開されている。

## 生成方法

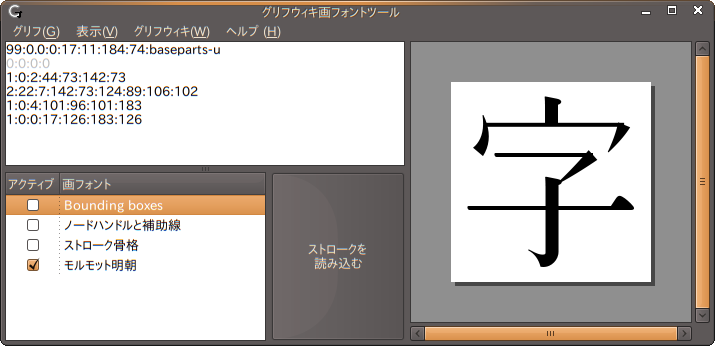
GlyphWiki Drawfont Tool

GlyphWikiでグリフデータを手動・半自動で作成し、変換エンジンのKAGE/engineでグリフデータを明朝体のベクトルデータに変換、FontForgeでベクトルデータを束ねヒンティングなどを行いフォントを生成している。
GlyphWikiのグリフデータはWiki上で開発されている。パブリックドメインに近いライセンスで使うことができ、ダンプも公開されている。
変換エンジンのKAGE/engineはJavaScriptで書かれている。GPLv3で公開されており、y-iijimaにより丸ゴシックを生成する派生試作変換エンジンも作られた。また、GPLv3で公開されているGlyphWiki Drawfont Toolにおいて、Pythonで書かれた別の変換エンジン実装（モルモット明朝）も作られている。
mashabowにより花園明朝のOTF版である花園明朝OTのベータ版が公開されている。また、OpenTypeフィーチャによって標準化されていない漢字にも対応する「花園明朝・AFDKO版」が漢字データベースプロジェクトで公開されている。

## 歴史
- 2007年6月29日 花園明朝 2007年6月29日版リリース
- 2008年10月12日 花園明朝 2008年10月12日版リリース
- 2008年12月7日 丑牛明朝 平成己丑リリース
- 2008年12月30日 花園明朝 2008年12月30日版及び花園明朝83リリース
- 2009年3月17日 花園明朝及び花園明朝83 2009年3月17日版リリース
- 2009年5月1日 花園明朝 2009年5月1日版リリース
- 2009年5月6日 花園明朝 2009年5月6日版リリース
- 2009年9月8日 花園明朝 2009年9月9日版リリース
- 2009年10月3日 花園明朝 2009年10月03日版リリース
- 2009年12月1日 花園明朝 2009年12月01日版リリース CJK統合漢字拡張Aに完全対応
- 2010年1月1日 寅虎明朝 平成庚寅リリース
- 2010年2月22日 花園明朝 2010年2月22日版リリース IVDに完全対応
- 2010年7月18日 花園明朝 2010年7月18日版リリース
- 2010年10月13日 花園明朝 2010年10月13日版リリース CJK統合漢字拡張Dに完全対応、ライセンスを独自ライセンスとSIL Open Font Licenseのデュアルライセンスに変更
- 2011年5月16日 花園明朝 2011年5月16日版リリース CJK統合漢字に完全対応、フォントファイルをABに分割（TrueTypeフォントの仕様上、1ファイルに収録できるグリフ数に65535までの制限があるため。）
- 2012年2月2日 花園明朝 2012年2月2日版リリース 汎用電子IVDを完全収録、Unicode 6.1の追加漢字3字に対応
- 2012年4月21日 花園明朝 2012年4月21日版リリース 2012年3月2日版IVDに完全対応
- 2013年2月22日 花園明朝 2013年2月22日版リリース 非漢字を追加
- 2013年12月8日 花園明朝 2013年12月8日版リリース
- 2013年12月8日 花園明朝プラス 2013年12月08日版リリース
- 2014年10月12日 花園明朝 2014年10月12日版リリース CJK統合漢字拡張Eに完全対応
- 2016年2月1日 花園明朝 2016年2月1日版リリース 2014年5月16日版IVDに完全対応
- 2017年9月4日 花園明朝 2017年9月4日版リリース CJK統合漢字拡張Fを収録して Unicode 10.0 に対応、IVDを2016年8月15日版に更新、CDP外字を収録